# Seututie 151
Pour les articles homonymes, voir Route 151.
La route régionale 151 (finnois : Seututie 151) est une route régionale allant de Monninkylä à Askola jusqu'à Kirveskoski à Pornainen en Finlande,,.

## Présentation
La seututie 151 est une route régionale d'Uusimaa.